# Erik Palmén
Erik Herbert Palmén, född 31 augusti 1898 i Vasa, Finland, död 19 mars 1985, var friherre och en inflytelserik finländsk-amerikansk meteorolog och oceanograf. 

## Biografi
Palmén var överdiektör för Havsforskningsinstitutet i Helsingfors 1939–1947 och professor i meteorologi vid Helsingfors universitet 1947–1948. Han arbetade därefter på universitetet i Chicago på den meteorologiska institution som svensken Carl-Gustaf Rossby startade. Palméns arbete handlade framför allt om cykloner och väderfronter och han arbetade med bland andra Vilhelm Bjerknes och hans son Jacob Bjerknes. Palméns huvudsakliga bidrag till meteorologin var bland annat förklaringar till jetströmmens dynamik. 
Palmén tilldelades Symons Gold Medal 1957 och Buys Ballot-medaljen 1964. Han belönades med amerikanska meteorologisamfundets högsta utmärkelse Carl-Gustaf Rossby-medaljen 1960. Utmärkelsen delade han med Jacob Bjerknes.